# Gouverneur civil
Le gouverneur civil (en espagnol : gobernador civil) est un haut fonctionnaire représentant le pouvoir central dans les provinces d'Espagne entre 1824 et 1997.

## Présentation
C’est une sorte d’équivalent du préfet de département en France, bien qu’il s'en différencie rapidement après sa création, en acquérant un rôle plus politique au détriment de ses compétences administratives.
Durant la dictature franquiste, le gouverneur civil, directement nommé par le chef de l'État, est le maillon essentiel à l'exercice du pouvoir local par le régime. C'est lui qui nomme directement les maires des localités de moins de 10 000 habitants — les autres étant désignés par le chef de l'État —.
En 1997, il disparaît pour devenir le sous-délégué du gouvernement (es), dépendant de la délégation du gouvernement espagnol rattachée à chaque communauté autonome.